# Igen (album)
Igen – dziesiąty album węgierskiego zespołu Republic, wydany w 1996 roku przez EMI Quint na MC i CD. Nagrań dokonano w Yellow Studio.
Album zajął pierwsze miejsce na węgierskiej liście przebojów.

## Lista utworów
Źródło: discogs.com
1. „Soha nem veszíthetsz el” (5:10)
2. „Hozd el azt a napot (Szatyidal)” (4:50)
3. „Elhoztam én” (0:47)
4. „Adj erőt és adj időt” (6:17)
5. „Égi lovakon” (2:48)
6. „Elindultam szép hazámból…” (4:35)
7. „Mondd, hogy Igen” (4:05)
8. „Igen” (5:16)
9. „Az volna jó” (2:10) / „Még itt vagyok és holnap ott” (1:02) / „Csak messziről figyelj” (1:02)
10. „Gyere-hopp!!!” (3:31)
11. „Üveggyöngy” (3:45)
12. „Lehet, hogy már nem jövök” (4:08)
13. „Gyerek vagyok” (4:43)
14. „Shalom” (3:15)

## Skład zespołu
Źródło: republic.hu
- László Bódi – wokal
- Csaba Boros – gitara basowa
- László Attila Nagy – perkusja
- Tamás Patai – gitara
- Zoltán Tóth – gitary, fortepian